# Sanya (Vorname)
Sanya (russisch: Саня, arabisch: سنيّة) ist ein männlicher und weiblicher Vorname.

## Herkunft und Bedeutung
Der Name ist eine russische Verkleinerungsform von Aleksandra und Alexandr. Weitere Varianten sind Aleks, Aleksandrina, Alex, Alya, Asya, Sasha, Shura.
Zudem ist der die alternative Transkription des arabischen Namens Saniyya.

## Bekannte Namensträger

### Männlich
- Sanya Dharmasakti (1905–2002), thailändischer Jurist

### Weiblich
- Sanya Richards-Ross (* 1985), US-amerikanische Sprinterin jamaikanischer Herkunft